# Cmentarz w Dąbrówce Wielkiej
Cmentarz w Dąbrówce Wielkiej – niewielki ewangelicki cmentarz wiejski położony w pobliżu wsi Dąbrówka Wielka. Znajduje się niecały kilometr na północ od miejscowości w lesie.

Ostatnie pochówki miały miejsce "około" 1945 roku. Cmentarz zrujnowany.
 
Na cmentarzu zachowane pojedyncze płyty nagrobne i nagrobki.